# Michael Ende

Michael Andreas Helmuth Ende (Garmisch-Partenkirchen, 12 de novembro de 1929 – Filderstadt-Bonlanden, 29 de agosto de 1995) foi um escritor de fantasia alemão tanto de adultos como para o público infanto-juvenil. Seus livros foram traduzidos para mais de 40 idiomas e vendeu mais de 35 milhões de cópias. 
Alguns de seus trabalhos foram adaptados para o cinema, para peças de teatro, óperas e áudio-livros. Ende é um dos mais populares escritores alemães e um dos mais famosos do século XX, em especial devido ao sucesso de sua ficção infanto-juvenil. Sua escrita pode ser definida como uma mistura surreal de realidade e fantasia.

## Biografia
Ende nasceu em 1929, na Bavária, sendo filho único do pintor surrealista Edgar Ende e Luise Bartholomä Ende, fisioterapeuta. Em 1935, quando Ende tinha seis anos, a família se mudou para o quarteirão dos artistas de Munique. Crescer em um ambiente com tantas influências artísticas acabou influenciando também sua escrita.
Com a ascensão do Nazismo, em 1936, a arte de seu pai foi considerada "degenerada" pelo partido, então Edgar Ende precisou trabalhar em segredo. Os eventos da Segunda Guerra Mundial influenciaram e muito a infância de Ende. Ele tinha 12 anos quando o primeiro bombardeio de Munique aconteceu.
| “ | Nossa rua foi consumida pelas chamas. O fogo não estalava; ele rugia. As chamas rugiam. Lembro de cantar e correr em meio às chamas como um bêbado. Estava tomado por uma espécie de euforia. Ainda não entendo de verdade, mas quase fiquei tentado a me jogar no fogo como uma mariposa na luz. | ” |

O bombardeio de Hamburgo em 1943, enquanto ele visitava seu tio paterno, o horrorizou pela violência e pela destruição. Na primeira oportunidade, seu tio o colocou em um trem de volta para Munique. Ende estudava em Munique até as escolas serem fechadas devido à intensificação dos bombardeios e os estudantes foram enviados para casa. Ende acabou voltando para sua cidade natal, onde ficou em duas pensões. Foi neste período que ele se interessou por poesia. Além de começar a escrever suas próprias poesias, ele passou a estudar os movimentos poéticos, bem como estilos. Muita poesia moderna fora banida pelo regime na época, então ele estudou principalmente a obra de Novalis.
Em 1944, o estúdio de Edgar Ende, no número 90 da Kaulbachstraße, em Munique, foi incendiado. Cerca de 152 de suas pinturas e rascunhos foram destruídos, bem como gravuras e impressões. Algumas de suas pinturas sobreviveram por estarem na coleção de Ernst Buchner, historiador. Em 1945, Edgar Ende foi preso por soldados norte-americanos, mas solto em seguida.
Em 1945, alemães jovens, com 14 anos ou mais, foram alistados na Volkssturm e enviados para a guerra na tentativa de contar as tropas Aliadas. Três colegas de classe de Michael Ende morreram no primeiro dia no front. Ende também foi convocado, mas rasgou seus papéis de convocação e se juntou a um movimento de resistência bávaro fundado para sabotar a intenção declarada das SS de defender Munique até o "amargo fim". Ele serviu como mensageiro do grupo pelo resto da guerra.
Sua escola reabriu em 1946, e ele frequentou às aulas por um ano, após o que o apoio financeiro de amigos da família permitiu que ele concluísse o ensino médio em uma escola em Stuttgart. Esse gesto aparentemente caridoso foi motivado por mais interesses pessoais: Ende se apaixonou por uma garota três anos mais velha, e os pais dela financiaram sua estada de dois anos em Stuttgart para manter os dois separados.

## Morte
Em junho de 1994, Ende foi diagnosticado com câncer de estômago. Apesar de ter passado por vários tratamentos nos meses seguintes, a doença prosseguiu e seu estado de saúde piorou. Michael Ende morreu em 28 de agosto de 1995, em Filderstadt, na Alemanha, aos 65 anos. Ele foi sepultado no Waldfriedhof de Munique.

## Publicações principais
- Jim Botão e Lucas, o maquinista (no original Jim Knopf und Lukas der Lokomotivführer) 1960
- Jim Botão e os 13 selvagens (no original Jim Knopf und die Wilde 13) 1962
- Momo: ou a estranha história dos ladrões do tempo e da menina que devolveu aos homens o tempo roubado (no original Momo) 1973
- A história sem fim (no original Die unendliche Geschichte: Von A bis Z) 1979
- O elixir dos desejos (no original Der satanarchäolügenialkohöllische Wunschpunsch) 1989
- A escola de magia (no original Die zauberschule im wünschelreich)